# 228百萬人手牽手護台灣

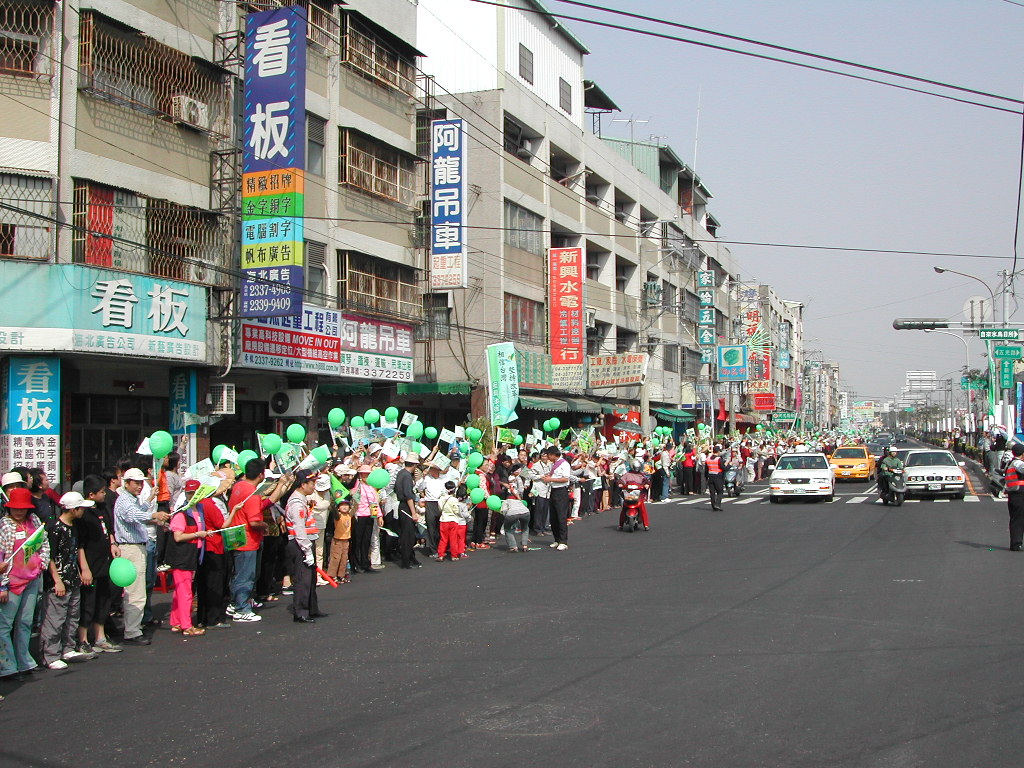
228手護臺灣人鏈，拍攝於臺中縣烏日鄉。

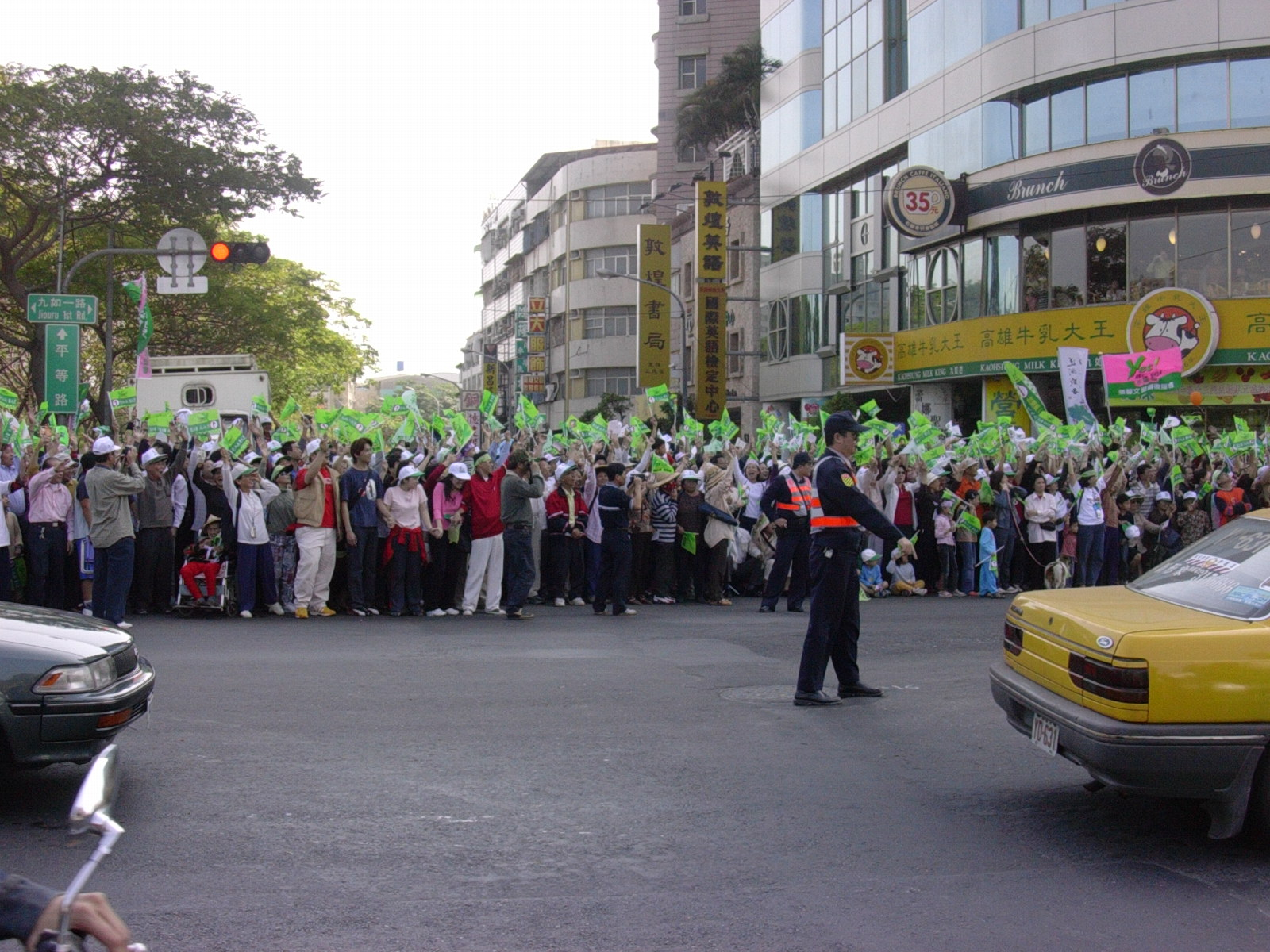
高雄市靠近科學工藝博物館的部分。

228百萬人手牽手護臺灣，或稱228牽手護臺灣，是2004年2月28日（和平紀念日、二二八事件紀念日）舉行於臺灣西部的一場活動，大約有200萬臺灣民眾參與（主辦單位宣稱230萬，親藍媒體估計190萬），並以牽手方式排列成長約500公里的人鏈。北起基隆市和平島，南至屏東縣佳冬鄉昌隆村，是臺灣有史以來最大規模的運動。
活動的目的是反對中國大陸部署針對臺灣的飛彈設施以及支持反飛彈公投。活動方式的靈感來自1989年舉行於波羅的海三小國的波羅的海之路。《伊是咱的寶貝》是本活動主題曲，收錄在陳明章《伊是咱的寶貝》專輯。
組織者主要是民主進步黨、臺灣團結聯盟與其他臺灣獨立運動相關團體所籌辦，手護臺灣運動總幹事是民進黨副秘書長李應元，並先於2月1日在臺南縣預演。中華民國前總統李登輝與時任總統的陳水扁在苗栗縣主會場參與了此次活動。

## 外部連結
- 李應元：一百萬人，請站出來！・新台灣新聞周刊・2004/02/06